# Coulonces (Orne)
Pour la commune homonyme du Calvados, voir Coulonces (Calvados).
Coulonces est une commune française, située dans le département de l'Orne en région Normandie.

## Géographie

### Localisation
Coulonces est un village normand de la vallée de la Dives jouxtant par le sud-ouest Trun et situé à vol d'oiseau à 11 km au nord d'Argentan, 17 km au sud-est de Falaise et 46 km de Caen, 17 km au sud-ouest de Vimoutiers et 46 km à l'ouest de L'Aigle.
La commune se trouve dans l'aire d'attraction d'Argentan, ainsi que dans sa zone d'emploi et dans son bassin de vie.

### Communes limitrophes
Les communes limitrophes sont  Bailleul, Fontaine-les-Bassets, Guêprei, Tournai-sur-Dive, Trun et Villedieu-lès-Bailleul.
| Guêprei  | Fontaine-les-Bassets   | Trun             |
| Guêprei  | Coulonces              | Tournai-sur-Dive |
| Bailleul | Villedieu-lès-Bailleul | Tournai-sur-Dive |

### Géologie et relief
La superficie de la commune est de 6,15 km2 ; son altitude varie de 75  à   141 mètres. 

### Hydrographie
La commune est située dans le bassin Seine-Normandie. Elle est drainée par la Dives, un bras de la Dives, le cours d'eau 01 de l'Étang des Marettes, le fossé 01 de la commune de Coulonces et divers autres petits cours d'eau.
La Dives constitue la limite nord de la commune. D'une longueur de 105 km, elle prend sa source dans la commune de Gouffern en Auge et se jette  dans la baie de Seine en limite de Cabourg et de Dives-sur-Mer, après avoir traversé 34 communes.
Plusieurs résurgences de sources se trouvent sur le territoire communal, notamment au Bout-du-Bas

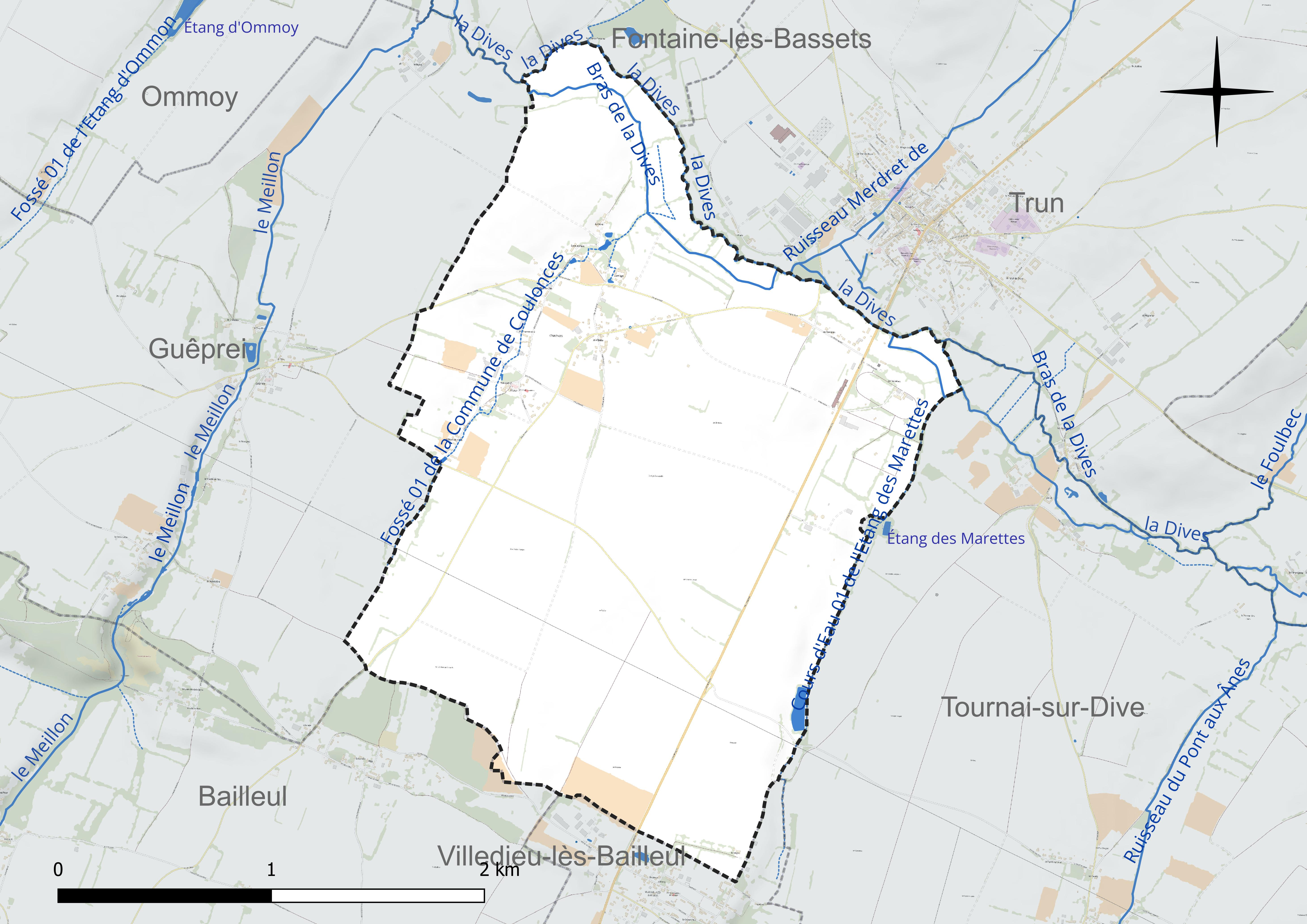
Réseau hydrographique de Coulonces.

### Climat
Pour des articles plus généraux, voir Climat de la Normandie et Climat de l'Orne.
En 2010, le climat de la commune est de type climat océanique dégradé des plaines du Centre et du Nord, selon une étude du CNRS s'appuyant sur une série de données couvrant la période 1971-2000. En 2020, Météo-France publie une typologie des climats de la France métropolitaine dans laquelle la commune est exposée à un climat océanique et est dans la région climatique Normandie (Cotentin, Orne), caractérisée par une pluviométrie relativement élevée (850 mm/a) et un été frais (15,5 °C) et venté. Parallèlement le GIEC normand, un groupe régional d’experts sur le climat, différencie quant à lui, dans une étude de 2020, trois grands types de climats pour la région Normandie, nuancés à une échelle plus fine par les facteurs géographiques locaux. La commune est, selon ce zonage, exposée à un « climat des plateaux abrités », correspondant à la plaine agricole de Caen à Falaise, sous le vent des collines de Normandie et proche de la mer, se caractérisant par une pluviométrie et des contraintes thermiques modérées.
Pour la période 1971-2000, la température annuelle moyenne est de 10,4 °C, avec une amplitude thermique annuelle de 12,9 °C. Le cumul annuel moyen de précipitations est de 723 mm, avec 11,4 jours de précipitations en janvier et 7,4 jours en juillet. Pour la période 1991-2020, la température moyenne annuelle observée sur la station météorologique la plus proche, située sur la commune d'Argentan à 10 km à vol d'oiseau, est de 11,1 °C et le cumul annuel moyen de précipitations est de 691,9 mm,. Pour l'avenir, les paramètres climatiques de la commune estimés pour 2050 selon différents scénarios d’émission de gaz à effet de serre sont consultables sur un site dédié publié par Météo-France en novembre 2022.
En 2024, alors que le début de l'été est jugé particulièrement pluvieux, le maire décide de prendre des arrêtés municipaux contre la pluie en invoquant le code pénal et celui des collectivités territoriales. Cette décision à vocation humoristique atteint la presse nationale comme un fait divers insolite.

## Urbanisme

### Typologie
Au 1er janvier 2024, Coulonces est catégorisée commune rurale à habitat dispersé, selon la nouvelle grille communale de densité à sept niveaux définie par l'Insee en 2022.
Elle est située hors unité urbaine. Par ailleurs la commune fait partie de l'aire d'attraction d'Argentan, dont elle est une commune de la couronne,. Cette aire, qui regroupe 50 communes, est catégorisée dans les aires de moins de 50 000 habitants,.

### Occupation des sols

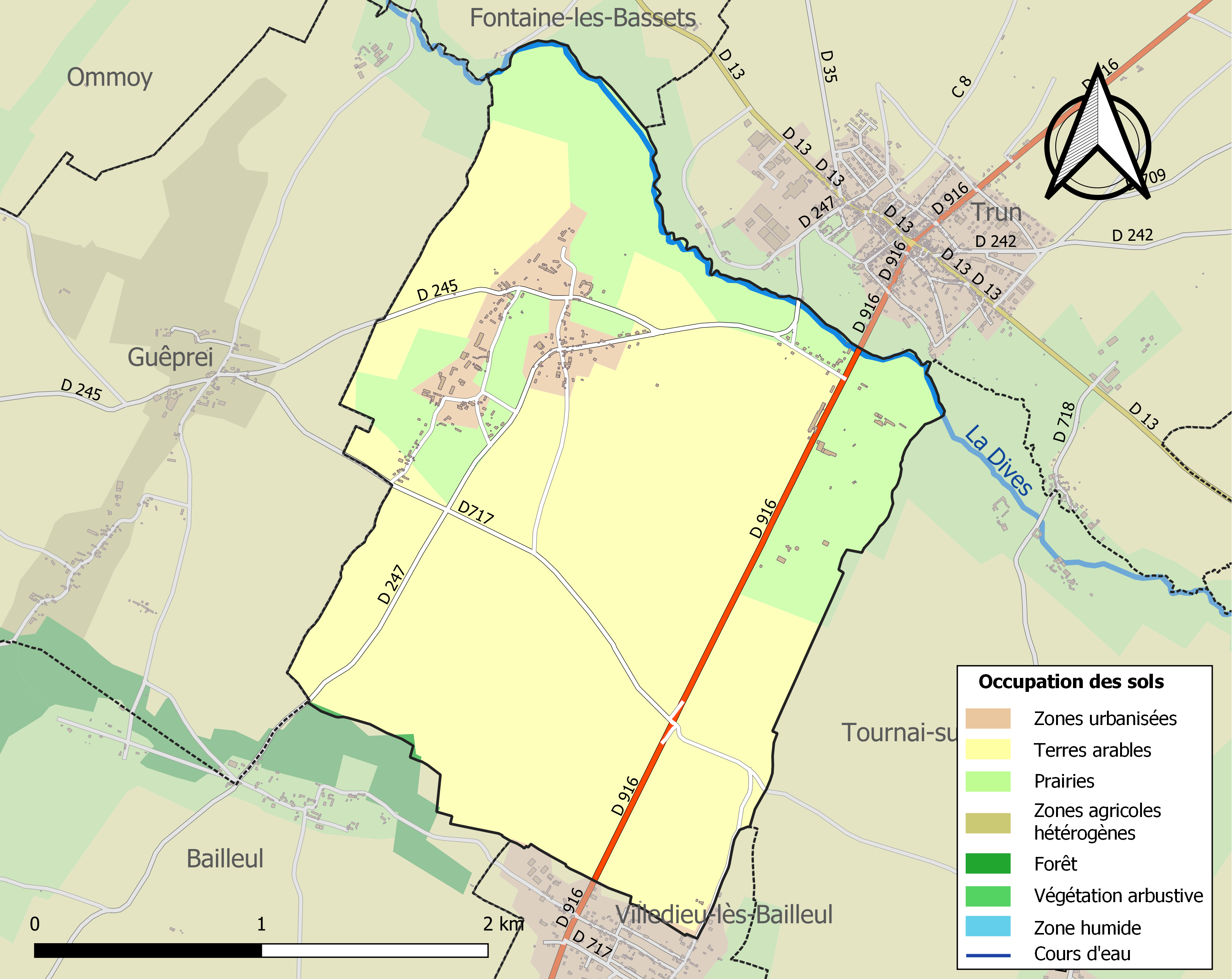
Carte des infrastructures et de l'occupation des sols de la commune en 2018 (CLC).

L'occupation des sols de la commune, telle qu'elle ressort de la base de données européenne d’occupation biophysique des sols Corine Land Cover (CLC), est marquée par l'importance des territoires agricoles (94,9 % en 2018), une proportion identique à celle de 1990 (94,9 %). 
La répartition détaillée en 2018 est la suivante : terres arables (72,2 %), prairies (22,7 %), zones urbanisées (4,9 %), forêts (0,2 %). 
L'évolution de l’occupation des sols de la commune et de ses infrastructures peut être observée sur les différentes représentations cartographiques du territoire : la carte de Cassini (XVIIIe siècle), la carte d'état-major (1820-1866) et les cartes ou photos aériennes de l'IGN pour la période actuelle (1950 à aujourd'hui).

### Habitat et logement
En 2016 et 2021, le nombre total de logements dans la commune était de 108, alors qu'il était de 99 en 2011. 
Parmi ces logements, 88,9 % étaient des résidences principales, 4,6 % des résidences secondaires et 6,5 % des logements vacants. Ces logements étaient  tous des maisons individuelles. 
Le tableau ci-dessous présente la typologie des logements à Coulonces en 2021 en comparaison avec celle de l'Orne et de la France entière. Une caractéristique marquante du parc de logements est ainsi la faible proportion des résidences secondaires et logements occasionnels (4,6 %) par rapport au département (10,6 %) et à la France entière (9,7 %). 
| Typologie                                               | Coulonces | Orne | France entière |
| ------------------------------------------------------- | --------- | ---- | -------------- |
| Résidences principales (en %)                           | 88,9      | 78,5 | 82,2           |
| Résidences secondaires et logements occasionnels (en %) | 4,6       | 10,6 | 9,7            |
| Logements vacants (en %)                                | 6,5       | 10,8 | 8,1            |

### Voies de communication et transports
La commune est desservie par l'ancienne route nationale 816 (actuelle RD 916), qui lui donne accès à Argentan et Vimoutier.

## Toponymie
Le nom de la localité est attesté sous les formes Coluncelle en 1050, de Colunchiis en 1250.
Le toponyme est issu du latin colonica, « [terre] cultivée », une coulonge, ayant évolué en coulonce ici, était au Moyen Âge une exploitation tenue par un fermier pour un propriétaire.
Le gentilé est Coulonçois.

## Histoire

### Moyen Âge
Richard II donne avant 1027 la terre de Gérouville à l'abbaye de Jumièges avec fondation d'un prieuré.

### Temps modernes
Le prieuré est supprimé au début du XVIe siècle et la terre érigée en baronnie, cédée au roi en 1570.
Le fief appartient en 1666 à Gabriel de Ruppières.

## Politique et administration

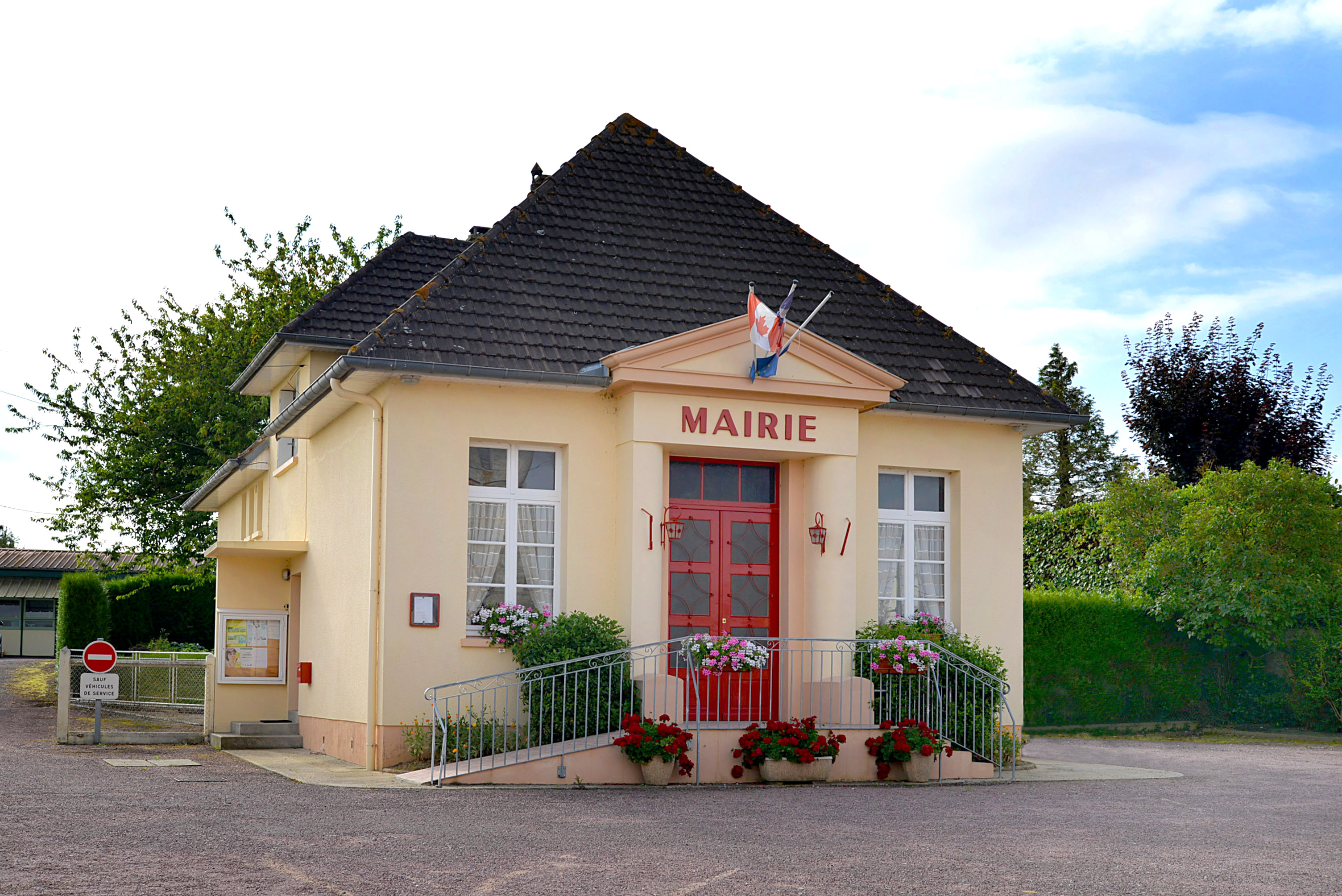
La mairie.

### Rattachements administratifs et électoraux

#### Rattachements administratifs
La commune se trouve dans l'arrondissement d'Argentan du département de l'Orne.  
Elle faisait partie depuis 1793 du canton de Trun. Dans le cadre du redécoupage cantonal de 2014 en France, cette circonscription administrative territoriale a disparu, et le canton n'est plus qu'une circonscription électorale.

#### Rattachements électoraux
Pour les élections départementales, la commune fait partie depuis 2014 du canton d'Argentan-2.
Pour l'élection des députés, elle fait partie de la troisième circonscription de l'Orne .

### Intercommunalité
Coulonces  était membre de la petite  communauté de communes de la Vallée de la Dives, un établissement public de coopération intercommunale (EPCI) à fiscalité propre créé fin 1995 et auquel la commune avait transféré un certain nombre de ses compétences, dans les conditions déterminées par le code général des collectivités territoriales.
Conformément aux prescriptions de la loi de réforme des collectivités territoriales du 16 décembre 2010, qui a prévu le renforcement et la simplification des intercommunalités et la constitution de structures intercommunales de grande taille, celle-ci a fusionné avec sa voisine pour former, le 1er janvier 2014, la communauté  de communes dénommée Argentan intercom, puis, en 2023, Terres d'Argentan Interco, et dont est désormais membre la commune.

### Administration  municipale
Compte tenu de la population de la commune, son conseil municipal est composé de onze membres dont le maire et ses adjoints.

### Liste des maires
| Période                                  | Période                    | Identité        | Étiquette | Qualité                                     |
| ---------------------------------------- | -------------------------- | --------------- | --------- | ------------------------------------------- |
| Les données manquantes sont à compléter. |                            |                 |           |                                             |
|                                          |                            |                 |           |                                             |
| mars 1977                                | mars 1989                  | Henri Denis     |           | Conducteur d'engins de travaux publics      |
| mars 1989                                | mai 2020                   | Serge Lerendu,  | SE        | VRP                                         |
| mai 2020,                                | En cours (au 10 mars 2025) | Daniel Marrière | SE        | Attaché commercial du groupe Gruau retraité |

## Équipements et services publics

### Espaces publics
Afin d'améliorer l'esthétique du village et les protéger des aléas climatiques, les réseaux électriques et téléphoniques ont été enfouis de 2020/2021 sur plus de 700 m..

## Population et société

### Démographie
L'évolution du nombre d'habitants est connue à travers les recensements de la population effectués dans la commune depuis 1793. Pour les communes de moins de 10 000 habitants, une enquête de recensement portant sur toute la population est réalisée tous les cinq ans, les populations de référence des années intermédiaires étant quant à elles estimées par interpolation ou extrapolation. Pour la commune, le premier recensement exhaustif entrant dans le cadre du nouveau dispositif a été réalisé en 2007.

En 2022, la commune comptait 212 habitants, en évolution de −4,5 % par rapport à 2016 (Orne : −3,21 %, France hors Mayotte : +2,11 %).
| 1793 | 1800 | 1806 | 1821 | 1836 | 1841 | 1846 | 1851 | 1856 |
| ---- | ---- | ---- | ---- | ---- | ---- | ---- | ---- | ---- |
| 344  | 363  | 376  | 333  | 335  | 321  | 330  | 323  | 303  |

| 1861 | 1866 | 1872 | 1876 | 1881 | 1886 | 1891 | 1896 | 1901 |
| ---- | ---- | ---- | ---- | ---- | ---- | ---- | ---- | ---- |
| 276  | 263  | 226  | 238  | 240  | 226  | 218  | 192  | 189  |

| 1906 | 1911 | 1921 | 1926 | 1931 | 1936 | 1946 | 1954 | 1962 |
| ---- | ---- | ---- | ---- | ---- | ---- | ---- | ---- | ---- |
| 180  | 176  | 151  | 176  | 171  | 167  | 167  | 158  | 177  |

| 1968 | 1975 | 1982 | 1990 | 1999 | 2006 | 2007 | 2012 | 2017 |
| ---- | ---- | ---- | ---- | ---- | ---- | ---- | ---- | ---- |
| 161  | 178  | 193  | 176  | 191  | 204  | 206  | 215  | 224  |

| 2022 | - | - | - | - | - | - | - | - |
| ---- | - | - | - | - | - | - | - | - |
| 212  | - | - | - | - | - | - | - | - |

Coulonces a compté jusqu'à 363 habitants en 1800.

### Manifestations culturelles et festivités
- La fête de la Sainte-Paterne, dite des bourdins, créée depuis plus d'un siècle et qui porte le nom d'une pâtisserie locale aux pommes[38].

## Culture locale et patrimoine

### Lieux et monuments
- Église Saint-Paterne  dont la tour date du XIIIe siècle, la porte nord du XVe siècle et les baies du XVIe siècle[39].
- Château du XVIIe siècle, remanié au XXe siècle[24].
- Manoir de la Chapronière, dont la façade sud date du milieu du XVIIe siècle[40].
- Prieuré du XVIe siècle[23].
- Maisons et fermes anciennes des XVIIIe et XIXe siècles[41].

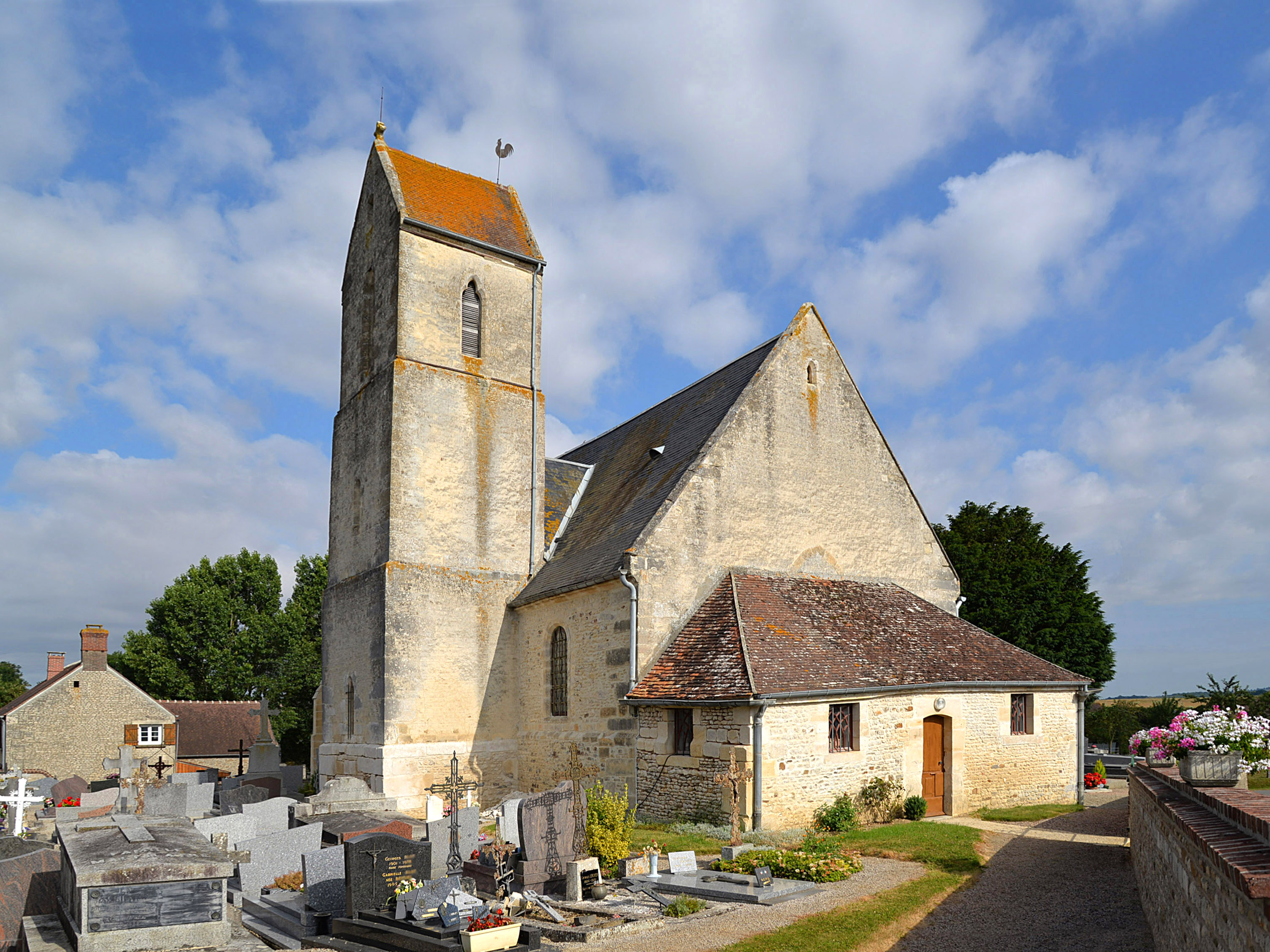
L’église Saint-Paterne.
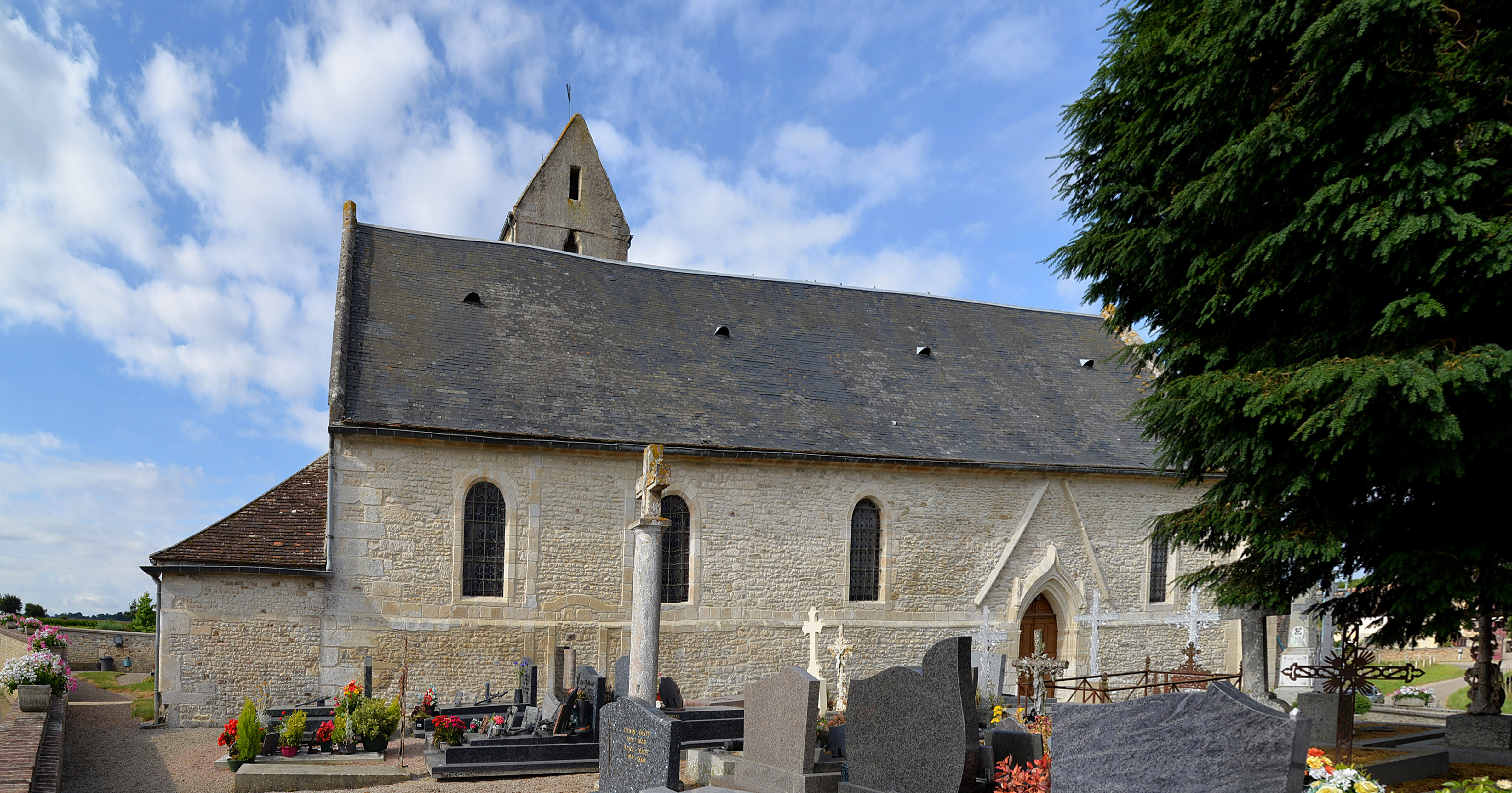
L’église Saint-Paterne côté nord.

### Personnalités liées à la commune
- Manuel Théodore Guillaumet (1801-1852), docteur en médecine et inventeur français, y est né.

## Pour approfondir